# Yurika (Sängerin)
Yurika Kobayashi (japanisch 小林 友里花 Kobayashi Yurika, * 29. Oktober 1995 in Hasuda, Präfektur Saitama) ist eine japanische J-Popsängerin die unter ihrem Mononym Yurika auftritt.

## Leben
Yurika kam am 29. Oktober 1995 in Hasuda in der Präfektur Saitama auf die Welt. Im Alter von drei Jahren lernte sie Klavier zu spielen. Durch Gruppen wie Morning Musume und ihrer Subgruppe Minimoni wuchs in ihr früh der Entschluss eine Musikkarriere zu beginnen. Nachdem sie das Stück Genesis of Aquarion der Sängerin Akino in einem Werbespot gehört hatte, begann sie sich zudem für Animemusik zu interessieren. Auch Serien wie Suzumiya Haruhi no Yūutsu und K-On! beeinflussten ihre Entscheidung später Lieder für Anime zu interpretieren.
In ihrer Zeit an der Oberschule nahm Yurika an diversen Animemusik-Gesangswettbewerben teil, darunter dem Animax Anison Grand Prix. Im Jahr 2014 nahm sie an einem Gesangswettbewerb, der durch den Fernsehsender Nippon TV veranstaltet wurde, teil und belegte am Ende den sechsten Platz. In einem von NHK gesponserten Gesangswettbewerb erreichte sie den ersten Platz. Zwei Jahre darauf, im Jahr 2016, gewann sie ein Casting des Unternehmens Tōhō und wurde von Toho Animation Records unter Vertrag genommen.
Im Februar des Jahres 2017 veröffentlichte Yurika mit Shiny Ray ihre erste professionell produzierte Single die zudem als Lied im Vorspann der Animeserie Little Witch Academia zu hören ist. Bereits im Mai desselben Jahres erschien mit Mind Conductor ihre zweite Single, die ebenfalls in der Serie Little Witch Academia zu hören ist. Im Dezember 2017 folgte mit Kyōmen no Nami ihre dritte Single. Das Lied ist im Vorspann des Anime Land of the Lustrous zu hören. Im Jahr 2018 nahm sie mit Futari no Hane den Opening-Song für die Visual Novel Summer Pockets auf. Ihre veröffentlichten Singles erreichten allesamt Notierungen in den japanischen Singlecharts die von Oricon ermittelt werden.

## Diskografie

### Alben
- 2017: 鏡面の波
- 2019: I am back. ～Yurika Anison Cover～
- 2022: Kira☆Kira

### Singles
- 2017: Shiny Ray (Single, Toho Animation Records)
- 2017: Mind Conductor (Single, Toho Animation Records)
- 2017: Kyōmen no Nami (Single, Toho Animation Records)
- 2018: Futari no Hane (Single, Toho Animation Records)
- 2019: Le Zoo (Single, Toho Animation Records)